# The Lasting Power
The Lasting Power (рус. Стойкая Власть) — дебютный студийный альбом итальянской группы Thy Majestie, вышедший в 2000 году. 

## Об альбоме
Список композиций почти полностью аналогичен демоальбому группы - Perpetual Glory (1999), однако песни перезаписаны заново и вследствие этого звучат несколько более свежо и качественно.
Альбом представляет собой фэнтезийную рок-оперу, основанную на книге Терренса Брукса "Меч Шаннары". Альбом очень похож по стилю и построению на соотечественников Thy Majestie - группу Rhapsody.

## Список композиций
1. Thy Majestie Theme — 01:47
2. Wings of Wind (Крылья ветра) — 04:41
3. March Of The Damned (Марш проклятых) — 01:58
4. Under Siege (В осаде) — 08:05
5. Name of Tragedy (Имя трагедии) — 01:22
6. Durnovaria (Дурновария) — 01:33
7. ... at The Village (... в деревне) — 00:49
8. Mystery of Forest (Лесная мистерия) — 06:51
9. Cruenta Pugna (лат. Жестокая битва) — 02:34
10. The Green Lands (Луга) — 01:18
11. Sword of Justice (Меч правосудия) — 07:16
12. Tears Of Sorrow (Слезы печали) — 02:26
13. Treachery (Вероломство) — 05:22
14. Facing the Beast (Лицо чудовища) — 05:26
15. Nymph's Recall (Нимфа просит вернуться) — 01:04
16. Time to Battle (Время для боя) — 07:31

## Участники записи
- Giuseppe Bondi – клавишные
- Claudio Diprima – ударные
- Maurizio Malta – гитара
- Giovanni Santini – гитара
- Dario D'Alessandro – бас
- Dario Grillo – вокал, гитара